# 小傑尼斯

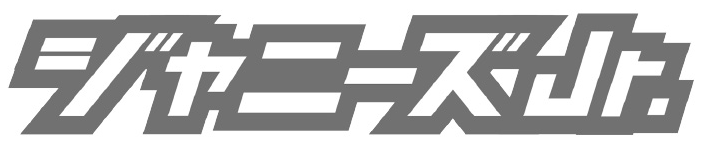
小傑尼斯標誌

傑尼斯Jr.（日语：／ Janīzujunia）是隶属于日本经纪公司杰尼斯事务所的特定部分偶像的统称，他们大多在杰尼斯事务所官网上没有独立页面或尚未正式CD出道。他们也被简称为。在2023年8月的時間點，杰尼斯事务所旗下包含关东與关西的小杰尼斯合計约有200人。

## 概述
小杰尼斯们主要是为同属杰尼斯事务所的已出道的前辈偶像或偶像组合担任伴舞职能。原本杰尼斯事务所并没有正式的招募候补艺人的计划 但是每月仍然有许多简历被投递至杰尼斯事务所。事务所董事长兼总裁强尼·喜多川会亲自审查这些简历，并在事务所举办演唱会、舞台剧等活动的时候不定期在现场举行面试及实际演出等选拔活动。如果合格通过事务所的选拔活动，那么事务所接下来就会安排舞蹈培训课程。杰尼斯事务所并不向小杰尼斯收取入社费和培训费等费用。入社后，所有小杰尼斯都会获得以个人或组合形式的登台表演机会，并从中累积自己的舞台经验。
小杰尼斯们也有自己统一的粉丝俱乐部，不过一般采用“情报局”这个名字。按照杰尼斯事务所以前的规定，小杰尼斯们在发行首张CD并成立专属自己的粉丝俱乐部之前都会称为“小杰尼斯”，而成立自己的专属粉丝俱乐部则被视为是小杰尼斯们的毕业典礼。需要注意的是，部分小杰尼斯（例如：Ya-Ya-yah）或许发行了自己的首张CD但是因为没有自己的专属粉丝俱乐部，因而他们依旧被归类到小杰尼斯。但是到现在，根据杰尼斯事务所官方网站Johnny's Net和Johnny's Web上显示，部分在舞台剧或影视剧有良好演出记录的小杰尼斯尽管没有发行自己的出道CD，但是也被视为从小杰尼斯中毕业。例如：生田斗真、佐野瑞树、屋良朝幸、风间俊介、长谷川纯等人都以演员身份从小杰尼斯毕业，并在杰尼斯事务所官方网站获得了单独的个人页面。此外部分成员（例如：内博贵和草野博纪等）从小杰尼斯毕业之后会因为一些丑闻或其他绯闻被原所属组合除名并退回到小杰尼斯重新出任研习生。
杰尼斯事务所的发展历史上，曾经出现过两支以“小杰尼斯（Johnny's Jr.）”为名的组合。它们分别是成立于1963年的乐队和成立于1973年的团队“第1期生”。
1. 1963年成立的（也被称为“初代Jr.”）是当时杰尼斯事务所旗下男子音乐组合Johnny's（日语：ジャニーズ）的伴奏乐队，他们同时也会在爵士咖啡馆展开演出活动。
2. 1973年成立的第1期生（也被称为“二代Jr.”）则是当时杰尼斯事务所旗下男子音乐组合Four Leaves（日语：フォーリーブス）和男子偶像乡裕美的伴舞团体。杰尼斯事务所在当时大约维持着人数在25人的小杰尼斯一线队，同时又从中甄选了6人以的名义参演了在日本剧场表演的“第46届西部狂欢节 · 乡裕美秀”。随着这支团队的人数规模扩充至9人。1974年秋天，他们分裂成两支组合。其中6人移籍到Burning Production，并结成组合“Mets（日语：メッツ (ジャニーズ)）”；而留在杰尼斯事务所的3人则组成了“JOHNNY'S Junior Special（日语：JOHNNYS' ジュニア・スペシャル）”，他们的首度亮相获得了创纪录的成功。当第7期生毕业之后，杰尼斯事务所终止了“第X期生”的培训方式。

进入1980年代之后，杰尼斯事务所对于旗下小杰尼斯也推出了诸多演艺活动，当时除了那些拥有自己专属粉丝俱乐部的偶像之外，其他隶属杰尼斯事务所的偶像都被归类到小杰尼斯。在1998年到2002年期间，大量名称中夹带或的节目在日本各大电视台开播。同时，小杰尼斯也在武道馆和包括东京巨蛋在内的三大巨蛋体育馆举行表演，都获得了极大的欢迎。在这个时期，以泷泽秀明，今井翼和涉谷昴为首的黄金一代Jr.开始得到媒体及公众的承认。随后，颇具人气的“关西小杰尼斯”和“名古屋小杰尼斯”也诞生了。通常情况下，东海地区出身的小杰尼斯都会像千贺健永那样被划归到东京组，但是也有平野紫耀这样在关西杰尼斯参加演出活动的个案。
小杰尼斯的退社或组合解散等相关新闻在原则上是不会在杂志或电视上公开报道的。但是，小原裕贵、秋山纯、米花刚史等人的退社新闻还是引发了媒体的报道。

## 所属成员

### 小杰尼斯

#### 2009年組
- 中村嶺亞（1997年4月2日（28歲））（KEY TO LIT）
- 橋本涼（2000年10月30日（24歲））（B&ZAI）
- 井上瑞稀（2000年10月31日（24歲））（KEY TO LIT）

#### 2010年組
- 林蓮音（2000年11月13日（24歲））（SpeciaL）

#### 2011年組
- 本高克樹（1998年12月6日（26歲））（B&ZAI）
- 菅田琳寧（日语：菅田琳寧）（1998年5月12日（27歲））（B&ZAI）
- 矢花黎（日语：矢花黎）（2000年8月10日（24歲））（B&ZAI）
- 安嶋秀生（日语：安嶋秀生）（2002年11月11日（22歲））（少年忍者）

#### 2012年組
- 今野大輝（日语：今野大輝）（1999年11月24日（25歲））（B&ZAI）
- 和田優希（2001年7月23日（24歲））（SpeciaL）
- 川崎皇輝（日语：川﨑皇輝）（2002年7月30日（22歲））（少年忍者）
- 檜山光成（日语：檜山光成）（2003年10月2日（21歲））（少年忍者）
- ヴァサイェガ渉（日语：ヴァサイェガ渉）（2003年5月3日（22歲））（少年忍者）
- 豐田陸人（日语：豊田陸人）（2004年1月27日（21歲））（少年忍者）
- 川崎星輝（日语：川﨑星輝）（2005年3月28日（20歲））（B&ZAI）

#### 2013年組
- 元木湧（日语：元木湧） 2001年11月26日（23歲）（少年忍者）
- 豬狩蒼彌 2002年9月20日（22歲）（KEY TO LIT）
- 作間龍斗 2002年9月30日（22歲）（ACEes）
- 内村颯太（日语：内村颯太） 2003年3月7日（22歲）（少年忍者）

#### 2014年組
- 中村浩大 2001年1月8日（24歲）（SpeciaL）

#### 2015年組
- 佐佐木大光（日语：佐々木大光） 2002年5月20日（23歲）（KEY TO LIT）
- 岩崎大昇 2002年8月23日（22歲）（KEY TO LIT）
- 黑田光輝（日语：黒田光輝） 2004年1月20日（21歲）（少年忍者）

#### 2016年組
- 松尾龍 2000年8月4日（24歲）（SpeciaL）
- 青木滉平 2001年12月25日（23歲）（少年忍者）
- 浮所飛貴 2002年2月27日（23歲）（ACEes）
- 那須雄登 2002年1月16日（23歲）（ACEes）
- 佐藤龍我（日语：佐藤龍我） 2002年12月17日（22歲）（ACEes）
- 織山尚大 2003年10月27日（21歲）（少年忍者）
- 北川拓實（日语：北川拓実） 2004年2月28日（21歲）（少年忍者）
- 瀧陽次朗 2004年8月11日（20歲）（少年忍者）

#### 2018年組
- 深田龍生（日语：深田竜生）（2002年4月13日（23歲））（ACEes）
- 長瀨結星（日语：長瀬結星）（2003年6月28日（22歲））（少年忍者）
- 山井飛翔（日语：山井飛翔）（2004年12月31日（20歲））（少年忍者）
- 鈴木悠仁（日语：鈴木悠仁）（2004年9月5日（20歲））（B&ZAI）
- 久保廉（日语：久保廉）（2005年6月2日（20歲））（少年忍者）
- 稻葉通陽（日语：稲葉通陽）（2005年10月19日（19歲））（B&ZAI）
- 田村海琉（日语：田村海琉）（2006年6月5日（19歲））（少年忍者）
- 千井野空翔（2007年1月2日（18歲））

#### 2019年組
- 阿達慶（2005年9月29日（19歲））
- 竹村實悟（日语：竹村実悟）（2005年11月3日（19歲））
- 高橋曾良（2006年8月25日（18歲））
- 關翔馬（2007年3月16日（18歲））
- 松浦銀志（2007年5月11日（18歲））（Go! Go! Kids）
- 羽村仁成（日语：羽村仁成）（2007年7月15日（18歲））（Go! Go! Kids）
- 堀口由翔（2007年9月19日（17歲））
- 寺澤小十侑（2008年2月22日（17歲））（Go! Go! Kids）
- 田仲陽成（2008年9月21日（16歲））（Go! Go! Kids）
- 岡橋亮汰（2009年4月28日（16歲））

#### 2020年組
- 鍋田大成（日语：鍋田大成）（2008年10月6日（16歲））
- 岸蒼太（日语：岸蒼太）（2008年10月14日（16歲））

#### 2021年組
- 大澤龍太郎（2008年4月2日（17歲））
- 末永光（日语：末永光）（2008年7月17日（17歲））
- 山越源斗（2009年3月10日（16歲））
- 渡邊惟良（2009年4月19日（16歲））
- 小山十輝（2009年7月31日（15歲））
- 上原劍心（2010年3月9日（15歲））（Go! Go! Kids）
- 小久保向一朗（2010年4月19日（15歲））
- 林田芯（2010年4月24日（15歲））
- 壹岐碧（2010年5月21日（15歲））
- 鈴木瑛朝（2010年9月16日（14歲））
- 高橋奏琉（2010年10月12日（14歲））

#### 2023年組
- 平田光寛（2008年8月6日（16歲））
- 善如寺來（2010年7月25日（14歲））
- 宮岡大愛（2010年9月27日（14歲））
- 田代海瑠（2010年10月16日（14歲））
- 新宮楓真（2010年12月5日（14歲））
- 山岸想（2011年4月14日（14歲））
- 宮部敬太（2011年8月28日（13歲））
- 高橋礼（2011年11月30日（13歲））
- 馬場律樹（2012年6月17日（13歲））
- 岩崎楓士（2012年9月22日（12歲））
- 佐野斗真（2012年10月1日（12歲））
- 染谷樹（2013年1月7日（12歲））
- 宮部聰太（2013年2月6日（12歲））
- 山崎旺夏（2013年7月26日（11歲））
- 內田煌音（2013年8月8日（11歲））
- 橫田大都（2013年10月4日（11歲））
- 三原健豐（2014年5月12日（11歲））
- 真虎（2014年10月27日（10歲））
- 安德森·菲尼克斯（2015年3月3日（10歲））
- 西中秀太（2015年8月31日（9歲））
- 西卷染（2016年11月18日（8歲））

#### 2024年組
- 西原至（2014年12月20日（10歲））

### 关西小杰尼斯

#### 2012年組
- 岡佑吏（2002年2月21日（23歲））（AmBitious）

#### 2014年組
- 西村拓哉（2003年4月19日（22歲））（Lil かんさい）
- 大西風雅（2004年2月23日（21歲））（Lil かんさい）

#### 2016年組
- 嶋崎斗亞（2003年8月3日（21歲））（Lil かんさい）
- 岡崎彪太郎（2004年3月23日（21歲））（Lil かんさい）

#### 2018年組
- 真弓孟之（2004年8月24日（20歲））（AmBitious）
- 浦陸斗（2004年12月20日（20歲））（AmBitious）
- 大内リオン（2005年4月27日（20歲））（AmBitious）
- 角紳太郎（2007年10月6日（17歲））（Boys be）
- 丸岡晃聖（2007年11月16日（17歲））（Boys be）
- 山中一輝（2008年7月20日（17歲））（AmBitious）
- 伊藤篤志（2009年7月15日（16歲））（Boys be）

#### 2019年組
- 永岡蓮王（2005年12月27日（19歲））（AmBitious）
- 井上一太（2006年6月19日（19歲））（AmBitious）
- 北村仁太郎（2007年9月26日（17歲））（Boys be）
- 龜井海聖（2008年2月8日（17歲））（Boys be）
- 嵜本孝太朗（2008年8月7日（16歲））（Boys be）
- 千田藍生（2008年12月22日（16歲））（Boys be）
- 池川侑希彌（2009年1月22日（16歲））（Boys be）
- 上垣廣祐（2009年2月16日（16歲））（Boys be）
- 中川惺太（2009年3月28日（16歲））（Boys be）
- 岩倉司（2009年8月11日（15歲））（Boys be）

#### 2021年組
- 渡邊大我（2008年6月11日（17歲））
- 岡田耕明（2008年9月18日（16歲））
- 田所蒼大（2009年10月25日（15歲））
- 北野快浬（2010年9月25日（14歲））
- 芝理音（2010年9月29日（14歲））
- 大田蒼空（2011年1月6日（14歲））

#### 2022年組
- 小尾颯（2010年9月3日（14歲））

#### 2023年組
- 野田開仁（2007年12月25日（17歲））
- 藤田真暢（2008年8月6日（16歲））
- 森凱恩（2008年12月28日（16歲））
- 西野統真（2009年4月8日（16歲））
- 井上蒼生（2010年5月3日（15歲））
- 濱出顯斗（2010年9月13日（14歲））
- 中崎結翔（2010年11月1日（14歲））
- 伯井太陽（2011年2月10日（14歲））
- 川口拓馬（2011年11月2日（13歲））
- 笹田陽之介（2011年11月28日（13歲））
- 龜井碧空（2011年12月29日（13歲））
- 中本輝（2012年2月4日（13歲））
- 塩山直太朗（2012年2月27日（13歲））
- 瀨川嵐太（2012年6月5日（13歲））
- 石垣仁（2013年3月3日（12歲））
- 岡野健康（2013年3月4日（12歲））
- 谷口尊星（2013年4月3日（12歲））
- 中川亞音（2013年5月4日（12歲））
- 三浦慎之亮（2013年8月1日（11歲））
- 橋本誠吾（2013年10月21日（11歲））
- 戴維斯·喬什（2013年11月26日（11歲））
- 藤本有惺（2014年2月7日（11歲））
- 山上琉偉（2014年5月7日（11歲））
- 野母一晟（2014年8月10日（10歲））
- 田崎駿斗（2014年9月12日（10歲））
- 西野湊人（2014年9月14日（10歲））
- 仲田慎平（2014年12月1日（10歲））
- 元重瑛翔（2015年4月5日（10歲））
- 岡夢人（2015年7月8日（10歲））

#### 2024年組
- 上田凱吏（2012年5月27日（13歲））

### 已退社小杰尼斯
请参看下列相关词条：
- 曾隸屬傑尼斯事務所的藝人
- 杰尼斯事务所相关已毕业组合（日语：ジャニーズ関連OBユニット）

## 所属组合
※ 按组合结成年份排序

### 東京傑尼斯Jr.

#### SpeciaL
- 結成時間：2018年5月24日
- 團體成員：

| 成員名   | 成員名            | 成員名         | 生年月日       | 入社時間       | 出生地   | 血型 | 代表色 | 備註 |
| 姓名     | 日文原文          | 羅馬拼音       | 生年月日       | 入社時間       | 出生地   | 血型 | 代表色 | 備註 |
| -------- | ----------------- | -------------- | -------------- | -------------- | -------- | ---- | ------ | ---- |
| 松尾龍   | まつお たつる     | Matsuo Tatsuru | 2000年8月4日   | 2016年1月23日  | 神奈川縣 | B型  | ▉      |      |
| 林蓮音   | はやし れん       | Hayashi Ren    | 2000年11月13日 | 2010年10月23日 | 神奈川縣 | A型  | ▉      |      |
| 中村浩大 | なかむら こうだい | Nakamura Kodai | 2001年1月8日   | 2014年7月6日   | 埼玉縣   | O型  | ▉      |      |
| 和田優希 | わだ ゆうき       | Wada Yuki      | 2001年7月23日  | 2012年6月3日   | 千葉縣   | O型  | ▉      |      |

- 團隊簡歷：

- 2018年5月，於7 MEN 侍的表演上初次登場，初期團隊名稱為“SPECIAL”、“SPECIALIST”等等，後於同年10月的舞台『JOHNNYS' King & Prince IsLAND』上，正式稱呼為“Jr.SP”（讀音為Junior Special）。
- 2022年12月4日，經由與傑尼斯島嶼社長井之原快彥討論後，更名為“SpeciaL”。

- 原創歌曲：

- センセーション （詞：MIYAKEI、曲：大智・原田峻輔）- JASRAC作品編號：259-1009-4

- 團體出演：

舞台・演唱會
- JOHNNYS' King & Prince IsLAND（2018年12月6日 - 2019年1月27日、帝國劇場）
- 緊急生配信!! Johnny's World Happy LIVE with YOU Jr.祭り 〜Wash Your Hands〜（2020年8月26日、TOKYO DOME CITY HALL、免費網路直播）
- Johnnys' Jr. Island FES（2020年11月28日・29日、收費網路直播）
- ABC座 杰尼斯傳說2021 at IMPERIAL THEATRE（2021年12月7日 - 21日、帝國劇場）
- JOHNNYS' IsLAND THE NEW WORLD（2022年1月1日 - 19日，帝國劇場）- 與HiHi Jets、美 少年、7 MEN 待、少年忍者共演
- JOHNNYS' Experience（2022年5月9日 - 5月11日、東京環球劇場 予定）- 與7 MEN 侍、Boys be、Lil かんさい共演

電影
- 電影版 少年たち（2019年3月29日上映、松竹）

廣告/CM
- NC Japan 「リネージュ M」（2019年5月 - ）

#### 少年忍者
- 結成時間：2018年6月9日
- 團體成員：

| 成員名         | 成員名              | 成員名           | 生年月日       | 入社時間       | 出生地   | 血型 | 代表色 | 備註                              |
| 姓名           | 日文原文            | 羅馬拼音         | 生年月日       | 入社時間       | 出生地   | 血型 | 代表色 | 備註                              |
| -------------- | ------------------- | ---------------- | -------------- | -------------- | -------- | ---- | ------ | --------------------------------- |
| 田村海琉       | たむら かいる       | Tamura Kairu     | 2006年6月5日   | 2018年6月23日  | 神奈川縣 | ?型  |        |                                   |
| 織山尚大       | おりやま なお       | Oriyama Nao      | 2003年10月27日 | 2016年4月13日  | 東京都   | O型  |        |                                   |
| 川崎皇輝       | かわさき こうき     | Kawasaki Koki    | 2002年7月30日  | 2012年6月10日  | 東京都   | A型  |        |                                   |
| 內村颯太       | うちむら そうた     | Uchimura Sota    | 2003年3月7日   | 2013年6月23日  | 埼玉縣   | O型  |        |                                   |
| 黑田光輝       | くろだ こうき       | Kuroda Koki      | 2004年1月20日  | 2015年5月2日   | 埼玉縣   | O型  |        |                                   |
| 檜山光成       | ひやま こうせい     | Hiyama Kousei    | 2003年10月2日  | 2012年6月10日  | 千葉縣   | B型  |        |                                   |
| 久保廉         | くぼ れん           | Kubo Ren         | 2005年6月2日   | 2018年11月27日 | 東京都   | A型  |        |                                   |
| 元木湧         | もとき わく         | Motoki Waku      | 2001年11月26日 | 2013年6月23日  | 東京都   | B型  |        |                                   |
| 北川拓實       | きたがわ たくみ     | Kitagawa Takumi  | 2004年2月28日  | 2016年4月13日  | 埼玉縣   | A型  |        |                                   |
| 青木滉平       | あおき こうへい     | Aoki Kōhei       | 2001年12月25日 | 2016年4月13日  | 神奈川縣 | O型  |        |                                   |
| 安嶋秀生       | あじま ひでき       | Ajima Hideki     | 2002年11月11日 | 2011年6月19日  | 東京都   | B型  |        |                                   |
| ヴァサイェガ涉 | ゔぁさいえが わたる | Vasayegh Wataru  | 2003年5月3日   | 2012年6月10日  | 埼玉縣   | A型  |        |                                   |
| 瀧陽次郎       | たき ようじろう     | Taki Yojiro      | 2004年8月11日  | 2016年4月9日   | 東京都   | A型  |        |                                   |
| 山井飛翔       | やまい つばさ       | Yamai Tsubasa    | 2004年12月31日 | 2018年6月23日  | 神奈川縣 | A型  |        |                                   |
| 長瀬結星       | ながせ ゆうせい     | Nagase Yusei     | 2003年6月28日  | 2018年6月23日  | 東京都   | A型  |        |                                   |
| 豐田陸人       | とよだ りくと       | Toyada Rikuto    | 2004年1月27日  | 2012年6月3日   | 埼玉縣   | B型  |        |                                   |
| 過往成員       |                     |                  |                |                |          |      |        |                                   |
| 平塚翔馬       | ひらつか しょうま   | Hiratsuka Shoma  | 2001年7月9日   | 2016年1月24日  | 埼玉縣   | O型  |        | 2022年6月離開組合。               |
| 深田龍生       | ふかだ りゅうせい   | Fukada Ryusei    | 2002年4月13日  | 2018年6月23日  | 埼玉縣   | A型  |        | 2025年2月16日起成為ACEes的成員。  |
| 川崎星輝       | かわさき ほしき     | Kawasaki Hoshiki | 2005年3月8日   | 2012年6月10日  | 東京都   | A型  |        | 2025年2月16日起成為B&ZAI的成員。  |
| 鈴木悠仁       | すずき ゆうじん     | Suzuki Yūjin     | 2004年9月5日   | 2018年6月23日  | 神奈川縣 | AB型 |        | 2025年2月16日起成為B&ZAI的成員。  |
| 稻葉通陽       | いなば みちはる     | Inaba Michiharu  | 2005年10月19日 | 2018年6月23日  | 神奈川縣 | A型  |        | 2025年2月16日起成為B&ZAI的成員。  |
| 小田將聖       | おだ しょうせい     | Oda Shōsei       | 2006年12月2日  | 2018年6月23日  | 東京都   | O型  |        | 2025年4月30日起離開組合及事務所。 |

- 團體簡歷：在2018年7月舉行的『朝日電視台・六本木新城夏季慶典SUMMER STATION』同一時期結成。結成初期有14位團員。
- 原創歌曲：

- 太陽の笑顔（詞：伊沢麻未・KOMEI KOBAYASHI、曲：馬飼野康二） - JASRAC作品編號：259-1010-8
- Merry Very Go Round（詞：FUNK UCHINO、曲：Carlos Okabe・FUNK UCHINO） - JASRAC作品編號：275-7060-6
- Journey Must Go On（詞：MICRO、曲：フジ・モトカ・MICRO） - JASRAC作品編號：282-1200-2
- TWENTY ONE（詞・曲：少年忍者） - JASRAC作品編號：284-6829-5
- Amazing Summer（詞：坂室賢一、曲：佐原康太・坂室賢一） - JASRAC作品編號：285-5933-9
- Dreamers（詞・曲：JEFFREY LUFKIN・ROUNO） - JASRAC作品編號：297-6039-9

- 團體出演：

舞台・演唱會
- 夏季慶典！裸之少年（2018年7月20日 - 26日〔HiHi Jets・東京B少年編〕・8月14日 - 26日〔東京B少年編〕、六本木EX劇場）
- ABC座 傑尼斯傳說2018（2018年10月7日 - 29日、日生劇場）
- JOHNNYS' King & Prince IsLAND（2018年12月6日 - 2019年1月27日、帝國劇場） - 以「5忍者」名義
- JOHNNYS' Experience（2019年3月6日 - 8日、TOKYO DOME CITY HALL）
- 傑尼斯銀座2019 Tokyo Experience（2019年5月8日 - 5月12日〔出演者B〕、Theatre Creation）
- 爸爸媽媽第一 裸之少年 夏季慶典！（2019年7月18日 - 8月2日、六本木EX劇場） - 與 美 少年 共同演出
- 爸爸媽媽第一 裸之少年 夏季慶典！現場直播（2019年8月3日・17日、六本木新城競技場）
- 小傑尼斯8.8慶典～從東京巨蛋啟程～（2019年8月8日、東京巨蛋）
- 爸爸媽媽第一 裸之少年 夏季慶典！～和家人Goodbye Summer～（2019年8月24日・25日、六本木EX劇場）
- ABC座 傑尼斯傳說2019（2019年10月7日 - 29日、日生劇場）
- JOHNNYS' IsLAND（2019年12月8日 - 2020年1月27日、帝國劇場）
- Summer Paradise 2020 俺担ヨシヨシ 自担推し推し 緊急特別魂（2020年8月15日・16日、TOKYO DOME CITY HALLからの收費網路直播）
- 緊急生配信!! Johnny's World Happy LIVE with YOU Jr.祭り 〜Wash Your Hands〜（2020年8月26日、TOKYO DOME CITY HALL、免費網路直播）
- Johnnys' Jr. Island FES（2020年11月28日・29日、收費網路直播）
- SUMMER STATION LIVE ～ THE FUTURE（2021年8月7日 - 21日、六本木EX劇場）
- DREAM BOYS（2021年9月6日 - 29日、帝國劇場） - ヴァサイェガ・川崎皇・北川・織山・黑田・元木・安嶋・内村・深田・檜山・平塚・青木・豐田
- ABC座 杰尼斯傳說2021 at IMPERIAL THEATRE（2021年12月7日 - 21日、帝國劇場） - 小田、田村、久保、山井、瀧、稻葉、鈴木、川崎星、長瀬
- JOHNNYS' IsLAND THE NEW WORLD（2022年1月1日 - 19日，帝國劇場）- 與HiHi Jets、美 少年、7 MEN 待、Jr.SP共演
- DREAM BOYS（2022年9月8日 - 30日、帝國劇場）- ヴァサイェガ・川崎皇・北川・織山・黑田・元木・内村・深田・檜山・青木・豐田

電視劇
- 文豪少年!〜傑尼斯Jr.で名作を読み解いた〜（2021年3月21日 - 、WOWOW） - 主演

電影
- 電影版 少年たち（2019年3月29日上映、松竹）
- 東西傑尼斯Jr. 我們的生存戰爭（2022年4月1日上映予定、松竹） - 與Lil かんさい主演

廣告/CM
- AOKI「freshers」（2021年1月21日 -）

網路節目
- 小傑尼斯頻道（2019年12月25日－，YouTube）－星期三 擔當

#### Go!Go!kids
- 結成時間：2022年5月3日
- 團體成員：

| 姓名       | 姓名              | 姓名           | 出生日期      | 血型 | 出身地   | 入社時間      | 代表色 | 備註                       |
| 漢字       | 平假名            | 羅馬拼音       | 出生日期      | 血型 | 出身地   | 入社時間      | 代表色 | 備註                       |
| ---------- | ----------------- | -------------- | ------------- | ---- | -------- | ------------- | ------ | -------------------------- |
| 上原劍心   | うえはら けんしん | Uehara Kenshin | 2010年3月9日  | A型  | 神奈川縣 | 2021年6月26日 | ▉      |                            |
| 田仲陽成   | たなか ひなり     | Tanaka Hinari  | 2008年9月21日 | B型  | 東京都   | 2019年7月7日  | ▉      |                            |
| 寺澤小十侑 | てらさわ ことう   | Terasawa Kotō  | 2008年2月22日 | B型  | 東京都   | 2019年7月7日  | ▉      |                            |
| 羽村仁成   | はむら じんせい   | Hamura Jinsei  | 2007年7月15日 | B型  | 東京都   | 2019年7月7日  | ▉      |                            |
| 松浦銀志   | まつうら ぎんじ   | Matsuura Ginji | 2007年5月11日 | B型  | 東京都   | 2019年7月7日  | ▉      |                            |
| 過往成員   |                   |                |               |      |          |               |        |                            |
| 鮫島令     | さめしま りょう   | Sameshima Ryō  | 2009年5月7日  |      | 東京都   | 2019年7月7日  | ▉      | 2024年10月31日離開事務所。 |
| 佐久間玲駈 | さくま れく       | Sakuma Reku    | 2009年4月4日  | AB型 | 東京都   | 2019年7月7日  | ▉      | 2025年3月31日離開事務所。  |
| 三村航輝   | みむら こうき     | Mimura Kōki    | 2008年4月12日 |      | 千葉縣   | 2019年7月7日  | ▉      | 2025年6月30日離開事務所。  |

- 團體簡歷：2022年5月3日於東京環球劇場舉行的小傑尼斯活動『JOHNNYS' Experience』宣布結成。2025年7月24日宣布解散[16]。

- 團體出演：

聯合演唱會／舞台劇
- JOHNNYS' Experience（2022年5月3日 - 8日、東京環球劇場）
- 第35回 Mynavi Tokyo Girls Collection 2022 AUTUMN/WINTER（2022年9月3日、埼玉超級競技場）
- 東西小傑尼斯 Spring Paradise（2023年3月18日・19日、大阪松竹座 / 6月10日 - 12日、日本橋三井大廳）
- ALL Johnnys' Jr. 2023 わっしょいCAMP! in Dome（2023年7月16日・17日、大阪巨蛋 / 8月19日・20日、東京巨蛋）
- ABC座星（スター）劇場2023 〜5 Stars Live Hours〜（2023年12月7日 - 21日、帝國劇場）
- 祭 GALA（2024年4月1日 - 29日、新橋演舞場） - 寺澤・松浦・羽村
- Mynavi SUMMER STATION LIVE 2024 SUMMER GO! MIRAI GO! 東だ！西だ！全員集合（2024年7月19日 - 28日、EX THEATER ROPPONGI）
- MASSARA（2024年9月4日 - 29日、新橋演舞場） - 田仲・寺澤・羽村・松浦・三村
- SHOWbiz 2025（2025年1月5日 - 13日、有明體育館） - 田仲・寺澤・羽村・松浦・三村・上原

電視節目
- Johnny’s Jr. LAND NEO → JuniLan NEO（2023年4月28日 - 、TBS頻道1 / SPOOX）

#### ACEes
- 結成時間：2025年2月16日
- 團體成員：

- 浮所飛貴
- 那須雄登
- 作間龍斗
- 深田龍生
- 佐藤龍我

- 團體出演：

單獨演唱會
- ACEes Arena Tour 2025 PROLOGUE（2025年4月10日 - 8月5日）

#### KEY TO LIT
- 結成時間：2025年2月16日
- 團體成員：

- 岩崎大昇
- 井上瑞稀
- 中村嶺亞
- 豬狩蒼彌
- 佐佐木大光

#### B&ZAI
- 結成時間：2025年2月16日
- 團體成員：

- 橋本涼
- 矢花黎
- 今野大輝
- 菅田琳寧
- 本高克樹
- 鈴木悠仁
- 川崎星輝
- 稻葉通陽

### 關西傑尼斯Jr.

#### Lil かんさい
- 結成時間：2019年1月22日
- 團體成員：

| 成員名     | 成員名            | 成員名           | 生年月日      | 入社時間       | 血型 | 出生地 | 代表色 | 備註                      |
| 姓名       | 日文原文          | 羅馬拼音         | 生年月日      | 入社時間       | 血型 | 出生地 | 代表色 | 備註                      |
| ---------- | ----------------- | ---------------- | ------------- | -------------- | ---- | ------ | ------ | ------------------------- |
| 西村拓哉   | にしむら たくや   | Nishimura Takuya | 2003年4月19日 | 2014年11月23日 | A型  | 大阪府 | ▉      |                           |
| 嶋崎斗亞   | しまさき とあ     | Shimasaki Toa    | 2003年8月3日  | 2016年8月2日   | A型  | 大阪府 | ▉      |                           |
| 大西風雅   | おおにし ふうが   | Onishi Fuga      | 2004年2月23日 | 2014年11月23日 | B型  | 京都府 | ▉      |                           |
| 岡崎彪太郎 | おかざき こたろう | Okazaki Kotaro   | 2004年3月23日 | 2016年8月2日   | A型  | 大阪府 | ▉      | 隊長                      |
| 當間琉巧   | とうま るうく     | Toma Ruku        | 2004年4月22日 | 2016年8月2日   | O型  | 滋賀縣 | ▉      | 2025年3月31日離開事務所。 |

- 團體簡歷：在2019年1月22日發售的偶像雜誌上宣布結成。團名讀做「リトル かんさい」(ritoru kansai)，由強尼·喜多川命名。結成時，全員皆為國中生。隊長是岡崎彪太郎。代表色是與關西傑尼斯8的大倉忠義一起決定的。2025年3月31日，當間琉巧離開事務所。2025年4月1日宣布將專注於個人藝能活動。
- 原創歌曲：

- Lil miracle（作詞：松坂康司、作曲：松坂康司） - JASRAC作品編號：248-2826-2
- 2020 MIRACLE NEXT STAGE DANCE INTER（作詞：、作曲：海津信志） - JASRAC作品編號：259-1017-5。
- Tell me Tell me!!（作詞：草川瞬、作曲：BJORNBERG JOAKIM CARL、ERIXON CHRISTOFER JONAS ROBIN、川口進） - JASRAC作品編號：1O7-4181-1
- ミライヤー（作詞・作曲：松坂康司） - JASRAC作品編號：257-9026-9
- La fiesta（作詞：TATSUNE、作曲：原一博） - JASRAC作品編號：261-0867-4
- 碧空（作詞・作曲：PEACH、こさかりょうこ、高慶”CO-K”卓史、細見遼太郎） - JASRAC作品編號：279-1460-7
- また君が好き（作詞：亞美、作曲：佐原康太、坂室賢一、草川瞬） - JASRAC作品編號：296-9284-9

- 團體出演：

單獨演唱會
- Lilかんさい FIRST LIVE 2020 NEXT STAGE（2020年4月18日、Zepp Namba）- 因新型冠狀肺炎影響，公演中止
- Lil かんさい LIVE 2024 一舞入魂（2024年5月29日 - 31日、東京Garden Theater）

舞台・演唱會
- 關西小傑尼斯「SPRING SPECIAL SHOW 2019」（2019年3月5日 - 31日、大阪松竹座）
- 小傑尼斯8.8慶典～從東京巨蛋啟程～（2019年8月8日、東京巨蛋）
- 関ジュ 夢の関西アイランド 2020 in 京セラドーム大阪 〜遊びにおいでや！満足 100%〜（2020年1月11日 - 13日、大阪巨蛋）
- Kansai Johnny's Jr. DREAM PAVILION 〜Miracle NEXT STAGE〜（2020年12月8日 - 13日、ORIX劇場）
- 關西小傑尼斯 あけおめコンサート2021〜関ジュがギューっと大集合〜（2021年1月3日 - 5日、大阪城音樂廳、付費網路直播）
- ANOTHER 新たなる冒険（2021年3月1日 - 31日、大阪松竹座）
- 杰尼斯銀座2021 Tokyo Experience（2021年5月17日 - 23日、Theatre Creation）
- 關西小傑尼斯 LIVE 2021-2022 THE BIGINNING〜狼煙〜（2021年12月23日・24日〔Lil かんさい・關西小傑尼斯〕、ORIX劇場 / 2022年1月2日 - 5日、大阪城音樂廳 / 1月9日 - 10日、名古屋市総合体育館〔合同公演〕）
- JOHNNYS' Experience（2022年5月17日 - 5月22日、東京環球劇場）- 與7 MEN 侍、Jr.SP、Boys be共演
- 關西小傑尼斯 Space Journey！ ～僕たちの軌跡～（2022年7月30日 - 8月15日〔西村・大西・關西小傑尼斯〕、8月18日 - 9月4日〔嶋﨑・岡﨑・當間・關西小傑尼斯〕、大阪松竹座）
- 關西小傑尼斯 DREAM LIVE 2022 （2022年10月22日・23日、大阪城西之丸庭園）
- 關西小傑尼斯 FRESH！LIVE 2022（2022年12月21日 - 25日、ORIX劇場）

冠名電視節目
- Lil かんさいのBigなごやになりたいんや！（2020年1月5日、愛知電視台）
- ミライヤー（2020年10月17日 - 2021年9月9日、大阪電視台）
- Lil かんさいと行く！オトナの階段ツアー（2020年12月29日、愛知電視台）
- よんチャンTV（2021年3月29日 - 、每日放送）

電影
- 東西傑尼斯Jr. 我們的生存戰爭（2022年4月1日、松竹） - 與少年忍者主演

廣播
- 關西小傑尼斯 とれたて関ジュース（2021年1月3日 - 、關西電台 / NIKKEI電台）

廣告/CM
- 大阪瓦斯「ミライトでんき」（2020年10月 - ）
- AOKI 「freshers」（2022年1月20日 - ）

網路節目
- 小傑尼斯頻道（2021年1月5日 - 、YouTube） - 星期四擔當

#### Boys be
- 结成时间：2020年11月21日
- 團體成員：

| 姓名       | 姓名                | 姓名              | 出生日期       | 血型 | 出身地         | 代表色 | 備註                              |
| 漢字       | 平假名              | 羅馬拼音          | 出生日期       | 血型 | 出身地         | 代表色 | 備註                              |
| ---------- | ------------------- | ----------------- | -------------- | ---- | -------------- | ------ | --------------------------------- |
| 伊藤篤志   | いとう あつし       | Ito Atsushi       | 2009年7月15日  | ?型  | 大阪府         | ▉      |                                   |
| 千田藍生   | せんだ あおい       | Seida Aoi         | 2008年12月22日 | B型  | 大阪府         | ▉      |                                   |
| 池川侑希弥 | いけかわ ゆきや     | Ikekawa Yukiya    | 2009年1月22日  | O型  | 沖繩縣、大阪府 | ▉      |                                   |
| 龜井海聖   | かめい かいり       | Kamei Kairi       | 2008年2月8日   | O型  | 大阪府         | ▉      |                                   |
| 岩倉司     | いわくら つかさ     | Iwakura Tsukasa   | 2009年8月11日  | O型  | 大阪府         | ▉      |                                   |
| 丸岡晃聖   | まるおか こうせい   | Maruoka Kosei     | 2007年11月16日 | B型  | 奈良縣         | ▉      |                                   |
| 角紳太郎   | すみ しんたろう     | Sumi Shintaro     | 2007年7月26日  | A型  | 京都府         | ▉      | 隊長                              |
| 上垣廣祐   | うえがき こうすけ   | Uegaki Kosuke     | 2009年2月16日  | A型  | 大阪府         | ▉      |                                   |
| 北村仁太郎 | きたむら じんたろう | Kitamura Jintarou | 2007年9月26日  | B型  | 大阪府         | ▉      |                                   |
| 嵜本孝太朗 | さきもと こうたろう | Sakimoto Kotaro   | 2008年8月7日   | A型  | 兵庫縣         | ▉      |                                   |
| 中川惺太   | なかがわ せいた     | Nakagawa Seita    | 2009年3月28日  | O型  | 大阪府         | ▉      | 2021年9月加入。                   |
| 過去成員   |                     |                   |                |      |                |        |                                   |
| 山中一輝   | やまなか いつき     | Yamanaka Itsuki   | 2008年7月20日  | A型  | 大阪府         | ▉      | 2024年5月1日起成為AmBitious成員。 |

- 團體簡歷：2020年11月21日，在「Kansai Johnny's DREAM PAVILION 〜Shall we #AOHARU?〜」網路直播上宣布結成。團名由關西傑尼斯8的橫山裕和大倉忠義命名。Boys有〝僕らは（B）大阪の（o）やんちゃな（y）少年（s）〞（我們是大阪的淘氣少年）的意思。結成時成員11人。中川惺太後來加入，成為12人團體。2024年5月1日，山中一輝加入AmBitious，再度成為11人團體。
- 團體出演：

- ANOTHER 新たなる冒険（2021年3月1日 - 31日、大阪松竹座）
- 關西小傑尼斯 Summer Special 2021（2021年7月30日 - 8月28日、大阪松竹座）
- 關西小傑尼斯 LIVE 2021-2022 THE BIGINNING〜狼煙〜（2021年12月21日〔Boys be・AmBitious〕、ORIX劇場 / 2022年1月2日 - 5日、大阪城音樂廳 / 1月9日 - 10日、名古屋市総合体育館〔合同公演〕）
- JOHNNYS' Experience（2022年5月14日 - 5月15日、東京環球劇場）- 與7 MEN 侍、Jr.SP、Lil かんさい共演
- 關西小傑尼斯 Space Journey! 〜我們的軌跡〜（2022年8月6日 - 15日〔伊藤・嵜本・丸岡・北村・岩倉・山中〕、8月18日 - 9月4日〔千田・池川・角・龜井・中川・上垣〕、大阪松竹座）
- 關西小傑尼斯 DREAM LIVE 2022（2022年10月22日・23日、大阪城西の丸庭園）
- 關西小傑尼斯 FRESH！LIVE 2022（2022年12月26日・27日、ORIX劇場〔Boys be・AmBitious〕）
- 關西小傑尼斯 FRESH！FRESH！FRESH！LIVE〜兎にも角にもBIG JUMP！〜（2023年1月3日 - 5日、大阪城音樂廳）
- 東西小傑尼斯 Spring Paradise（2023年2月25日・26日、大阪松竹座 / 5月27日・28日、日本橋三井Hall）

#### AmBitious
- 结成时间：2021年10月22日
- 團體簡歷：2021年10月22日，在偶像雜誌『Myojo』（明星）宣布結成，成員也是當場才知道。團名由關西傑尼斯8的大倉忠義命名。AmBitious有「野心」的意思。成員不固定。小柴陸於2023年6月16日因不當行為而被事務所宣布無限期暫停活動[19]。2024年1月27日發布決定於1月底離開事務所[20]。同年5月1日，山中一輝加入。
- 團體成員：

- 2021年10月結成發表時

真弓孟之、浦陸斗、大内リオン、井上一太、永岡蓮王、小柴陸、岡佑吏、河下樂、吉川太郎
- 2024年2月1日

真弓孟之、浦陸斗、大内リオン、井上一太、永岡蓮王、岡佑吏、河下樂、吉川太郎
- 2024年5月1日

真弓孟之、浦陸斗、大内リオン、井上一太、永岡蓮王、岡佑吏、河下樂、吉川太郎、山中一輝
| 成員名     | 成員名          | 成員名          | 生年月日       | 入社時間       | 血型 | 出生地 | 代表色 | 備註                             |
| 姓名       | 日文原文        | 羅馬拼音        | 生年月日       | 入社時間       | 血型 | 出生地 | 代表色 | 備註                             |
| ---------- | --------------- | --------------- | -------------- | -------------- | ---- | ------ | ------ | -------------------------------- |
| 岡佑吏     | おか ゆうり     | Oka Yuri        | 2002年2月21日  | 2012年7月14日  | B型  | 大阪府 | ▉      |                                  |
| 真弓孟之   | まゆみ たけゆき | Mayumi Takeyuki | 2004年8月24日  | 2018年2月25日  | A型  | 大阪府 | ▉      |                                  |
| 浦陸斗     | うら りくと     | Ura Rikuto      | 2004年12月20日 | 2018年2月25日  | B型  | 大阪府 | ▉      |                                  |
| 大內リオン | おおうち りおん | Ouchi Rion      | 2005年4月27日  | 2018年2月25日  | B型  | 兵庫縣 | ▉      |                                  |
| 永岡蓮王   | ながおか れお   | Nagaoka Leo     | 2005年12月27日 | 2019年12月22日 | A型  | 大阪府 | ▉      |                                  |
| 井上一太   | いのうえ いちた | Inoue Ichita    | 2006年6月19日  | 2019年12月22日 | O型  | 兵庫縣 | ▉      |                                  |
| 山中一輝   | やまなか いつき | Yamanaka Itsuki | 2008年7月20日  | 2018年2月25日  | A型  | 大阪府 |        | 曾是Boys be成員，2024年5月加入。 |
| 過去成員   |                 |                 |                |                |      |        |        |                                  |
| 小柴陸     | こしば りく     | Koshiba Riku    | 2002年12月22日 | 2012年7月14日  | A型  | 京都府 | ▉      | 2024年1月31日退出並離開事務所。  |
| 河下樂     | かわした がく   | Kawashita Gaku  | 2001年2月24日  | 2012年7月14日  | B型  | 大阪府 | ▉      | 2025年3月31日退出並離開事務所。  |
| 吉川太郎   | よしかわ たろう | Yoshikawa Taro  | 2001年10月9日  | 2016年8月2日   | O型  | 滋賀縣 | ▉      | 2025年3月31日退出並離開事務所。  |

- 原創歌曲

- Reach for the sky（作詞：MINE、作曲：坂室賢一・川口進）－JASRAC作品編號：281-8670-2

- 團體出演：

電視節目
- newsおかえり（2022年4月8日 - ） - 真弓・浦・大内・吉川（隔週五）

舞台劇・演唱會
- 關西小傑尼斯 LIVE 2021-2022 THE BIGINNING〜狼煙〜（2021年12月21日〔Boys be・AmBitious〕、ORIX劇場 / 2022年1月2日 - 5日、大阪城音樂廳 / 1月9日 - 10日、名古屋市総合体育館〔合同公演〕）
- AmBitious 初單獨 LIVE 梅雨魂2022 〜Nice to meet you〜（2022年6月11日 - 6月26日、大阪松竹座）
- 關西小傑尼斯 Space Journey! ～我們的軌跡〜（2022年8月6日 - 15日〔永岡・井上・浦・吉川・小柴〕、8月18日 - 9月4日〔真弓・河下・岡・大内〕、大阪松竹座）
- 關西小傑尼斯 DREAM LIVE 2022 （2022年10月22日・23日、大阪城西の丸庭園）
- 關西小傑尼斯 FRESH！LIVE 2022（2022年12月26日・27日、ORIX劇場〔Boys be・AmBitious〕）
- 關西小傑尼斯 FRESH！FRESH！FRESH！LIVE〜兎にも角にもBIG JUMP！〜（2023年1月3日 - 5日、大阪城音樂廳）
- unbelievable（2023年2月1日 - 12日、東京環球劇場 / 2月15日 - 26日、產經Hall Breeze）
- 東西小傑尼斯 Spring Paradise（2023年2月28日 - 3月5日、大阪松竹座 / 6月3日・4日、日本橋三井Hall）

廣告/CM
- 森永製菓「小枝」（2022年4月 - ） - WEB CM

## 解散团队
请参看下列相关词条：
- 已解散小傑尼斯組合 (1990年以前)（日语：ジャニーズJr.解散グループ (1990年以前)）
- 已解散小傑尼斯組合 (1990年以後)（日语：ジャニーズJr.解散グループ (1990年以降)）
- 已解散小傑尼斯組合 (2000年以後)（日语：ジャニーズJr.解散グループ (2000年以降)）
- 杰尼斯事务所关联企划组合
- 已解散傑尼斯組合（日语：ジャニーズ事務所 過去のバックバンド）

## 出演作品

### 小杰尼斯
※ 仅例举以小杰尼斯为核心的演出作品

#### 广播节目
- 《Radirer! Saturday（日语：らじらー!）》（2016年4月－；NHK广播第1频率）

#### 网络节目
- 小杰尼斯频道（2018年3月21日－；YouTube）[22]

#### 录像作品
- 《素颜》（1998年7月29日；杰尼斯娱乐出品）
- 《素颜2》（1999年9月22日；杰尼斯娱乐出品）
- 《素颜3》（2001年2月14日；杰尼斯娱乐出品）
- 《素颜4》（2020年1月8日；JI Label出品）[23]

### 关西小杰尼斯
※ 仅例举以小杰尼斯为核心的常态性表演的演出作品

#### 电视节目
- 你好！杰尼～（日语：まいど!ジャーニィ〜）（2012年10月3日- ， BS富士）

#### 广播节目
- 《关杰尼 瞄准帅哥（日语：関ジャニの男前を目指せ!）》（朝日放送）
- 《关西小杰尼斯 关Juice（日语：関西ジャニーズJr.もぎたて関ジュース）》（2007年4月－；关西电台）[24]
- 《关西小杰尼斯的巴里巴里之声》（2018年5月1日－；FM大阪（日语：エフエム大阪））[25]

## 出版书籍

### JOHNNY'S Jr.名鉴
- 《1996 Dec. Vol.1》（1996年12月）
- 《1997 SUMMER Vol.2》（1997年）
- 《1997 WINTER Vol.3》（1997年冬）
- 《1998 SUMMER Vol.4》（1998年夏）
- 《1998 WINTER Vol.5》（1998年冬）
- 《1999 WINTER Vol.6》（1999年夏）
- 《2000 SPRING Vol.7》（2000年春）
- 《2000 SUMMER Vol.8》（2000年夏）
- 《Jr.名鉴 Vol.9》（2001年春）
- 《Jr.名鉴 Vol.10》（2001年秋）
- 《2002 SPRING Vol.11》（2002年春）
- 《Jr.名鉴 Vol.12》（2003年夏）

### 主要杂志
- 《duet（日语：duet）》（Home社 / 集英社出版，每月7号发行）
- 《Myojo（日语：Myojo）》（集英社出版，每月23号发行）
- （Gakken出版，每月7号发行）
- 《Wink Up（日语：Wink Up）》（鳄鱼书社（日语：ワニブックス）出版，每月7号发行）
- 《波波罗（日语：ポポロ (雑誌)）》（麻布台出版社出版，每月23号发行）

### 脚注
1. ↑  具体说明可以参见Johnny's Net内的对事务所招募候补艺人的说明。[2][3]
2. 1 2

### 出典
1. 1 2 3  . スポーツ報知. 2012-08-03  [2016-07-24]. （原始内容存档于2012-12-15）.
2. 1 2 3 4 5  上野明彦. . デイリースポーツ. 2016-07-06  [2016-07-24]. （原始内容存档于2021-03-09）.
3. ↑  . Johnny's net. ジャニーズ事務所.   [2016-07-24]. （原始内容存档于2016-08-01）.
4. ↑  . T-Site.   [2018-05-19]. （原始内容存档于2015-10-22）.
5. ↑  . スポーツニッポン. 2006-12-31  [2016-08-28]. （原始内容存档于2007-02-08）.
6. ↑  . 日刊スポーツ. 2008-11-15  [2016-07-24]. （原始内容存档于2018-07-04）.
7. ↑  . 中日スポーツ. 2007-05-17  [2016-07-24]. （原始内容存档于2007-05-19）.
8. 1 2  . スポーツニッポン. 2006-10-02  [2017-03-10]. （原始内容存档于2006-10-25）.
9. ↑  . 女性自身. 光文社. 2013-04-05  [2016-08-28]. （原始内容存档于2016-08-07）.
10. ↑  関亜沙美. . 日経エンタテインメント! (日経BP社): 32.
11. ↑  . 日刊スポーツ. 2000-10-16  [2016-08-28]. （原始内容存档于2000-10-27）.
12. ↑  . サンケイスポーツ. 2008-07-16  [2016-07-24]. （原始内容存档于2008-08-15）.
13. ↑  . スポーツニッポン. 2012-08-05  [2016-07-24]. （原始内容存档于2020-06-26）.
14. ↑  . 日刊體育. 2022-12-05  [2022-12-05]. （原始内容存档于2022-12-05） （日语）.
15. 1 2 3
16. ↑  . ORICON NEWS. 2025-07-24  [2025-07-24] （日语）.
17. ↑  . ISLAND TV.   [2020-12-11]. （原始内容存档于2020-11-01） （日语）.
18. ↑  . NHK番組表. NHK. 2020-02-09  [2020-04-04]. （原始内容存档于2020-04-04）.
19. ↑  . ORICON NEWS. 2023-06-16  [2024-02-06]. （原始内容存档于2024-02-05） （日语）.
20. ↑  . ORICON NEWS. 2024-01-27  [2024-02-06]. （原始内容存档于2024-04-12） （日语）.
21. ↑  . ISLAND TV.   [2020-12-11]. （原始内容存档于2020-11-01） （日语）.
22. ↑  . 素顔4.   [2020-02-17]. （原始内容存档于2020-11-01） （日语）.
23. ↑  . POTATO (学研). 2007-05-07, (2007年6月号): 135.
24. ↑  . 京阪神エルマガジン. 2018-04-27  [2018-04-28]. （原始内容存档于2021-01-18）.
25. ↑  . 日経エンタテインメント] (日経BP社): 93.